# Dicranomyia (Dicranomyia) snelli
Dicranomyia (Dicranomyia) snelli is een tweevleugelige uit de familie steltmuggen (Limoniidae). De soort komt voor in het Afrotropisch gebied.